# Pillaton
Pillaton är en ort och civil parish i Storbritannien.   Den ligger i grevskapet Cornwall och riksdelen England, i den södra delen av landet, 300 km väster om huvudstaden London. Pillaton ligger 43 meter över havet och antalet invånare är 473.
Terrängen runt Pillaton är huvudsakligen platt, men åt nordost är den kuperad. Runt Pillaton är det ganska tätbefolkat, med 120 invånare per kvadratkilometer. Närmaste större samhälle är Plymouth, 14,1 km sydost om Pillaton. Trakten runt Pillaton består i huvudsak av gräsmarker.